# Hero World Challenge
Hero World Challenge je golfový turnaj pořádaný Tigerem Woodsem každý rok v prosinci. Turnaje se účastní jen omezený počet (v současné době 18) nejlepších hráčů golfu. Výtěžek z turnaje je věnován nadaci Tiger Woods Foundation.

## Struktura
Hero World Challenge byl zpočátku organizován pro šestnáct hráčů: obhájce titulu šampiona, jedenáct nejlepších golfistů světa a čtyři sponzory vybrané Tiger Woods Foundation. V roce 2008 počet hráčů vzrostl na osmnáct: poslední čtyři vítězové hlavních turnajů PGA, jedenáct nejlepších hráčů Official World Golf Ranking, obhájce titulu šampiona a dva mimořádní hráči vybraní Tiger Woods Foundation.
Peněžní výhry turnaje nejsou zahrnovány do peněžních žebříčků žádných světových soutěží profesionálního golfu. Od roku 2009 turnaj uděluje dva body do žebříčku Official World Golf Ranking.
V roce 2007 bylo na výhrách rozděleno celkem 5,75 milionu dolarů. V letech 2013 až 2016 první cena dosáhla 1 milionu dolarů a celkový výtěžek se rovnal 3,5 milionu dolarů.
Turnaji Hero World Challenge obvykle předchází soutěž "pro-am" pro týmy složené jak z amatérů, tak z profesionálních hráčů. Soutěž pro-am je organizována dva dny před prvním kolem profesionální soutěže. Dvoudenní pro-am se skládá ze dvou částí: "Am-Am Outing" první den a "Official Pro-Am" druhý den. Soutěže pro-am se mohou zúčastnit jen partneři turnaje,  veřejnosti je uzavřena. V posledních letech se soutěže pro-am zúčastnili jako amatéři například baseballisté Derek Jeter a Tino Martinez nebo podnikatel Christophe Mazurier.

## Historie
Turnaj Hero World Challenge se poprvé konal v roce 1999 v Grayhawk Golf Club v arizonském Scottsdale. Mezi lety 2000 a 2013 se soutěž konala v Sherwood Country Club na golfovém hřišti koncipovaném Jackem Nicklausem v kalifornském Thousand Oaks.
V roce 2008 Tiger Woods turnaj nedokončil z důvodu zranění kolene po svém vítězství na U.S. Open. V roce 2009 se turnaje vůbec nezúčastnil. Na Hero World Challenge se Woods vrátil až v roce 2010.
V roce 2011 Woods turnaj vyhrál se skóre -10, když o jednu ránu porazil Zacha Jonsona i díky dvěma birdie na posledních dvou jamkách. Bylo to první vítězství Woodse od turnaje Australian Masters v roce 2009.
V roce 2016 byla účast Tigera Woodse na Hero World Challenge jeho prvním veřejným vystoupením po patnáctiměsíční pauze. Woods skončil na patnáctém místě, čtrnáct ran za vítězem turnaje Japoncem Hideki Matsuyamou.
Název turnaje se několikrát změnil. Turnaj byl v minulosti nazýván Williams World Challenge, Target World Challenge a Chevron World Challenge. V roce 2014 se stala hlavním sponzorem turnaje společnost Hero MotoCorp.
Zakládajícími partnery turnaje jsou firmy Dole, Itochu, CDW a Citi Private Bank.
Od roku 2015 se turnaj odehrává v golfovém resortu Albany na Bahamách. Vlastníkem Albany resortu je Tavistock Group, partner turnaje od roku 2013.
| Rok  | Vítěz              | Země          | Skóre     |
| ---- | ------------------ | ------------- | --------- |
| 2016 | Hideki Matsuyama   | Japonsko      | 270 (-18) |
| 2015 | Bubba Watson       | USA           | 263 (-25) |
| 2014 | Jordan Spieth      | USA           | 262 (-26) |
| 2013 | Zach Johnson       | USA           | 275 (-13) |
| 2012 | Graeme McDowell    | Severní Irsko | 271 (-17) |
| 2011 | Tiger Woods        | USA           | 278 (-10) |
| 2010 | Graeme McDowell    | Severní Irsko | 272 (-16) |
| 2009 | Jim Furyk          | USA           | 275 (-13) |
| 2008 | Vijay Singh        | Fidži         | 277 (-11) |
| 2007 | Tiger Woods        | USA           | 266 (-22) |
| 2006 | Tiger Woods        | USA           | 272 (-16) |
| 2005 | Luke Donald        | Anglie        | 272 (-16) |
| 2004 | Tiger Woods        | USA           | 268 (-16) |
| 2003 | Davis Love III     | USA           | 277 (-11) |
| 2002 | Pádraig Harrington | Irsko         | 268 (-11) |
| 2001 | Tiger Woods        | USA           | 273 (-15) |
| 2000 | Davis Love III     | USA           | 266 (-22) |
| 1999 | Tom Lehman         | USA           | 267 (-13) |